# Hadena funerea
Hadena funerea là một loài bướm đêm trong họ Noctuidae.